# From Genesis to Revelation
From Genesis to Revelation es el primer álbum de la banda de rock progresivo Genesis, grabado en el año 1968 en los estudios Regent Sound(Londres).
El álbum se caracteriza por ser el primer álbum publicado por la banda y contiene temas grabados en 1968: las canciones «The Silent Sun», «That's Me», «A Winter's Tale» y «One Eyed Hound» fueron grabadas a principios de 1968, mientras que el resto de las canciones fueron grabadas en septiembre de ese mismo año.

## Nombres
Existen ciertas variaciones con respecto al nombre de este álbum de acuerdo a la edición y al país de lanzamiento. Por ejemplo la edición original de 1969 en Inglaterra se llamó From Genesis to Revelation mientras que la edición de 1974 en EE. UU. se llamó In The Beginning (En El Comienzo) o Prime Time (Primer Tiempo).
El nombre de From Genesis To Revelation fue pensado por Jonathan King (el productor de este primer álbum de Genesis y el que descubrió la banda en 1967). Él fue también el que pensó el nombre Genesis y quiso unirlo de alguna forma con el concepto del álbum. Más tarde Peter Gabriel señaló que este álbum "...se suponía que fuera la historia del universo, aunque fue un concepto muy inútil". King afirmó que la elección del título fue un error de su parte ya que fue ubicado junto a los álbumes religiosos, haciéndose difícil de encontrar y nunca tuvo las ventas esperadas (sus primeras ventas fueron de unas modestas 600 copias). Sin embargo, una vez que la banda comenzó a ser conocida a nivel mundial, el disco llegó a la posición #170 en los rankings de EE. UU.
Genesis no posee los derechos discográficos sobre este álbum, y no tienen control sobre cuantas veces es republicado. El productor Jonathan King mantiene la propiedad y ha hecho nuevas ediciones del mismo en forma más o menos regular. Esto ha facilitado que los seguidores de Genesis puedan obtener este álbum, ya que de otra forma habría caído en la oscuridad y se hubiera convertido en un objeto de colección.
Además de ser parte del título del álbum, el nombre de la banda fue omitido por la discográfica Decca en las ediciones americanas, ya que se había descubierto recientemente que allí existía otra banda llamada Genesis, y consideraron la posibilidad de cambiarle el nombre para evitar confusiones. 
Aunque inicialmente fue lanzado para la discográfica Decca, From Genesis to Revelation ha sido licenciado a compañías más pequeñas, las que a menudo lo editaban con diferentes portadas, diferentes duraciones de canciones, e incluso diferentes títulos.

## Bateristas
En esta primera etapa de Genesis hubo tres bateristas diferentes, siendo por orden los siguientes:
- 1) Chris Stewart
- 2) John Silver
- 3) John Mayhew

El primer baterista oficial de Genesis fue Chris Stewart, él toca en los primeros singles «The Silent Sun» y «A Winter's Tale». Aparentemente al poco tiempo de tocar en Genesis se cansó y se alejó de la banda. El mismo ha asegurado luego, que su etapa en Genesis fue más que nada una diversión, algo que surgió en el momento y nunca se lo tomó de forma profesional.
Posteriormente fue reemplazado por John Silver y la banda grabó el resto del álbum con él. Debido a que este álbum tuvo muchas reediciones, y dependiendo del tema y de la edición, en las notas puede figurar uno u otro baterista. Lo cierto es que en la edición original Chris Stewart no tocó en todos los temas, siendo incorrecto en las ediciones que así lo acrediten.
Luego John Silver también se aleja de la banda y John Mayhew es contratado para encargarse de las baterías. Con él se grabó el siguiente álbum de Genesis, Trespass de 1970, aunque Mayhew no tuvo participación en From Genesis to Revelation, por lo que la inclusión de su nombre en los créditos de este álbum, también son incorrectos. Finalmente Mayhew abandona la banda y es reemplazado a mediados de 1970 por Phil Collins.
El hecho de que haya habido tantos bateristas diferentes en tan poco tiempo, es un indicio de los roces que había en la primera etapa del grupo entre sus integrantes, además de que ninguno de los bateristas había encajado en este puesto, siendo posteriormente Phil Collins el que mejor satisfizo al grupo.

## Lista de canciones
| Pista | Título Inglés                   | Título Español                   | Duración |
| ----- | ------------------------------- | -------------------------------- | -------- |
| 01.   | «The Silent Sun»                | «El Sol Silencioso»              | 2:15     |
| 02.   | «That's Me»                     | «Ese Soy Yo»                     | 2:40     |
| 03.   | «Where The Sour Turns To Sweet» | «Donde Lo Amargo Se Torna Dulce» | 3:20     |
| 04.   | «In The Beginning»              | «En El Comienzo»                 | 3:40     |
| 05.   | «Fireside Song»                 | «Canción Junto A La Fogata»      | 4:15     |
| 06.   | «The Serpent»                   | «La Serpiente»                   | 4:32     |
| 07.   | «Am I Very Wrong?»              | «¿Estoy Tan Equivocado?»         | 3:25     |
| 08.   | «In The Wilderness»             | «En El Descampado»               | 3:20     |
| 09.   | «The Conqueror»                 | «El Conquistador»                | 3:36     |
| 10.   | «In Hiding»                     | «Escondido»                      | 3:35     |
| 11.   | «One Day»                       | «Un Día»                         | 3:15     |
| 12.   | «Window»                        | «Ventana»                        | 3:27     |
| 13.   | «In Limbo»                      | «En El Limbo»                    | 3:25     |
| 14.   | «A Place To Call My Own»        | «Un Lugar Para Llamarlo Mío»     | 1:54     |
| 15.   | «A Winter's Tale»               | «Un Cuento De Invierno»          | 3:28     |
| 16.   | «One Eyed Hound»                | «Sabueso Tuerto»                 | 2:30     |

El listado de temas puede variar de acuerdo a la edición, pudiendo tener temas adicionales que no se encontraban en la edición original.

## Formación
- Peter Gabriel: Voz, Flauta, Percusión
- Anthony Phillips: Guitarras, Coros
- Mike Rutherford: Bajos, Coros
- Tony Banks: piano, órgano, Coros
- John Silver: Batería
- Chris Stewart: Batería (en The Silent Sun)

## Versiones[6]
| Título                                                                 | Discográfica/s        | N.º catálogo                 | País           | Año  |
| ---------------------------------------------------------------------- | --------------------- | ---------------------------- | -------------- | ---- |
| From Genesis To Revelation (LP, álbum)                                 | Decca, Decca          | SKL 4990, SKL.4990           | Reino Unido    | 1969 |
| From Genesis To Revelation (casete, álbum)                             | London Records        | PS-643                       | Venezuela      | 1969 |
| From Genesis To Revelation (LP)                                        | London Records        | 820 322-1                    | Europa         | 1969 |
| From Genesis To Revelation (LP, álbum)                                 | London Records        | PS 643                       | Estados Unidos | 1969 |
| From Genesis To Revelation (LP, álbum)                                 | London Records        | PS 643                       | Canadá         | 1969 |
| In The Beginning (LP, álbum)                                           | Decca                 | SLK 16 598-P                 | Alemania       | 1969 |
| From Genesis To Revelation (LP, álbum, RP)                             | Decca                 | SKL 4990                     | Reino Unido    | 1970 |
| From Genesis To Revelation (vinilo, álbum, RP)                         | Decca                 | SLKI 4990                    | Italia         | 1970 |
| In The Beginning (LP, álbum, reedición)                                | Decca                 | SKL 4990                     | Reino Unido    | 1974 |
| Rock Roots (LP)                                                        | Decca                 | 258133                       | Francia        | 1976 |
| Rock Roots (LP)                                                        | London Records        | MIP-1-9346                   | Canadá         | 1976 |
| Rock Roots (LP, álbum)                                                 | Decca                 | ROOTS 1                      | Reino Unido    | 1976 |
| Rock Roots (LP, álbum)                                                 | Decca                 | ROOTS 1                      | Grecia         | 1976 |
| From Genesis To Revelation (LP, álbum, reedición)                      | Decca                 | 6835 131                     | Países Bajos   | 1977 |
| From Genesis To Revelation (LP, álbum, reimpreso)                      | NOVA-Records          | 6.21 580                     | Alemania       | 1977 |
| In The Beginning (casete, álbum, reedición)                            | London Records        | 820-322-4 R-1                | Estados Unidos | 1977 |
| In The Beginning (LP, álbum, reedición)                                | London Records        | LC 50006                     | Estados Unidos | 1977 |
| In The Beginning (LP, álbum, reedición)                                | London Records        | LC 50006                     | Estados Unidos | 1977 |
| Genesis (LP, álbum)                                                    | London Records        | GXH-1054                     | Japón          | 1978 |
| From Genesis To Revelation (LP, álbum)                                 | Decca                 | C 7824                       | España         | 1980 |
| From Genesis To Revelation (LP, álbum, reedición)                      | Decca, Decca          | 6.21 580 BL, 6.21 580-00-301 | Alemania       | 1981 |
| Genesis With Peter Gabriel (LP, álbum, reedición)                      | Decca                 | 6.24603 AL                   | Alemania       | 1981 |
| Gigantes Del Pop Vol. 24 (LP, recopilación)                            | Decca                 | 64 95 074                    | España         | 1981 |
| Historia De La Música Rock 7 (LP, recopilación)                        | Decca, Decca          | 9-LP-004, 9-47004            | España         | 1981 |
| Historia De La Música Rock Vol. 7 (casete, álbum, reedición)           | Decca, Decca          | 8-MC-004, 8-47004            | España         | 1981 |
| The Silent Sun (LP, álbum, reedición)                                  | Decca                 | 6.24359                      | Alemania       | 1981 |
| The First Album - Where The Sour Turns To Sweet (CD, álbum, reedición) | Carrere               | 96 940                       | Francia        | 1986 |
| Where The Sour Turns To Sweet (CD, recopilación)                       | Rock Machine          | MACD 4                       | Reino Unido    | 1986 |
| Where The Sour Turns To Sweet (LP, álbum)                              | Rock Machine          | MACHM 4                      | Reino Unido    | 1986 |
| Where The Sour Turns To Sweet (LP, álbum, foto disco)                  | Rock Machine          | MACH MP 4                    | Reino Unido    | 1986 |
| And The Word Was... (CD, álbum)                                        | London Records        | 820 496-2                    | Alemania       | 1987 |
| From Genesis To Revelation (LP, reedición)                             | Vemsa                 | VLP-392                      | España         | 1989 |
| Castle Masters Collection (CD, recopilación)                           | Castle Communications | CMC 3024                     | Reino Unido    | 1990 |
| From Genesis To Revelation (CD, álbum)                                 | Castle Legends        | CLC 5002                     | Reino Unido    | 1990 |
| From Genesis To Revelation (CD, álbum, reedición)                      | DCC Compact Classics  | DZS-051                      | Estados Unidos | 1990 |
| Genesis (CD, álbum, reedición)                                         | Green Line Records    | CDGLP 449                    | Europa         | 1990 |
| Genesis (CD, recopilación)                                             | Castle Communications | PACD 013                     | Australia      | 1990 |
| Genesis (LP, álbum, reedición)                                         | Green Line Records    | GLP 449                      | Europa         | 1990 |
| Where The Sour Turns To Sweet (LP)                                     | Helidon               | 7.551506                     | Yugoslavia     | 1990 |